# Leri Gogoladze
Leri Gogoladze   (Tbilisi, 1 d'abril de 1938) és un waterpolista georgià, ja retirat, que va competir sota bandera soviètica durant la dècada de 1960. Jugava de porter.
El 1960 va prendre part en els Jocs Olímpics d'Estiu de Roma, on guanyà la medalla de plata en la competició del waterpolo.
En el seu palmarès també destaca una medalla de plata al Campionat d'Europa de waterpolo de 1962. A nivell de clubs jugà al Dinamo Tbilissi.
Es retirà a mitjans de la dècada de 1960 per centrar-se en el doctorat en matemàtiques. Posteriorment fou professor de matemàtiques i vicerector de la Universitat Estatal de Tbilisi.